# Gaius Papius Mutilus
Gaius Papius Mutilus est un noble samnite connu pour avoir été le chef des rebelles du Sud qui se sont battus contre l'armée de Rome dans la Guerre sociale de 91-87 av. J.-C..

## Les forces samnites sous Gaius Papius
L'armée samnite, composée de rebelles du sud, est très semblable à celle des Romains. Deux hommes sont élus consuls, douze autres préteurs. Les consuls sont les chefs de leurs armées respectives et sont appelés « commandants en chef ». Papius devient consul des forces samnites, en 90 av. J.-C. L'autre consul est Quintus Silo Poppaedius, chef de l'armée du centre, essentiellement composée de membres de la tribu italique des Marses. Ces deux hommes occupent le poste de consul en 89 av. J.-C. en raison de leur succès durant la campagne précédente.

## Succès
Papius obtient de grands succès comme chef de l'armée samnite au cours de son avance en territoire romain. Une des plus célèbres batailles livrées par les rebelles du Sud a lieu à Nola. L'armée samnite capture la ville avec 2 000 soldats romains. Les soldats n'ayant pas accepté l'offre de Papius de le servir meurent de faim.
Après sa victoire à Nola, Papius prend les villes de Stabies, Minervium et Salerne dans sa conquête de la région de Nocera Inferiore. Les citoyens de ces villes et des environs craignent la colère de Papius. Celui-ci rassemble les prisonniers et les esclaves de chaque ville tout en faisant donner l'infanterie et la cavalerie pour les effrayer (ces troupes s'élevaient à plus de 10 000 fantassins et 1 000 cavaliers). Papius continue à battre les Romains tout en poursuivant ses succès dans les villes de Campanie et dans la région environnante. Pendant son commandement de l'armée samnite, Gaius Papius perd seulement deux batailles importantes contre le consul Lucius Julius Caesar en 90 av. J.-C. et contre Sylla en 89 av. J.-C. Après sa défaite face à ce dernier, Papius obtient la citoyenneté romaine. Peu après il est proscrit et se suicide.